# 王綸 (紹興進士)
王綸（?—1161，字德言，建康人，宋朝官員、進士出身。諡章敏。

## 生平
王綸於紹興五年（1135年）登進士，授平江府崑山縣主簿，歷鎮江府、婺州、臨安府教授，代理國子正。紹興二十四年（1154年）為監察御史，與秦檜政見不合。秦檜死後，召為起居舍人兼崇政殿說書，同時兼理禮部侍郎。二十八年（1158年），同知樞密院事。次年六月，王綸被派往金國當稱謝使，九月回京，報告與金國關係告好，但其實金人已密謀犯境。
三十一年（1161年）八月逝世。贈左光祿大夫，諡章敏。

## 延伸阅读
[在维基数据编辑]
 《宋史·卷372》，出自脱脱《宋史》